# 羅克縣 (內布拉斯加州)
羅克县（英語：Rock County）是位於美國內布拉斯加州北部的一個縣。面積2,621平方公里。根據美國2000年人口普查估計，共有人口1,756人。縣治巴西特 (Bassett)。
成立於1888年11月6日，縣政府成立於1889年1月8日。縣名來自羅克河，其名源於沿河的石礦場。